# Crasville-la-Rocquefort
Crasville-la-Rocquefort är en kommun i departementet Seine-Maritime i regionen Normandie i norra Frankrike. Kommunen ligger i kantonen Fontaine-le-Dun som tillhör arrondissementet Dieppe. År 2022 hade Crasville-la-Rocquefort 207 invånare.

## Befolkningsutveckling
Antalet invånare i kommunen Crasville-la-Rocquefort
| Referens: INSEE |